# Avtomontaža
Avtomontaža je nekdanje slovensko avtomobilsko podjetje s sedežem v Ljubljani, ki se je ukvarjalo predvsem s predelavo avtobusov, pa tudi z izdelavo karoserij za tovornjake in druga lažja vozila.

## Zgodovina
Prvotno poimenovanje je podjetja je bilo Automontaža, a se je leta 1936 preimenovala v Avtomontažo. Vmes je podjetje nekaj časa delovalo še z imenom Karoserija. V podjetju je od leta 1933 do začetka druge svetovne vojne deloval kot solastnik in glavni konstruktor inženir Stanko Bloudek. Svoje prostore je imelo podjetje tedaj na Kamniški ulici za Bežigradom.
Bloudek je začel razvijati prvi domači osebni avtomobil, imenovan po Triglavu. Avtomobil je nastal na osnovi nemškega DKW z njihovim dvotaktnim motorjem, ki je poganjal prednji kolesi. Vozilo je stalo 40.000 takratnih dinarjev in bi se lahko še pocenilo ob serijski proizvodnji in še večji udeležbi domačih sestavnih delov, ki je že pri prototipu dosegala polovico vseh. V Automontaži so si zelo prizadevali za osvojitev izdelave v celoti in so začeli celo z razvojem lastnega motorja, ki bi bil sicer podoben DKW, le da naj bi bil zračno hlajen. Zakaj in kako so načrti zamrli, ni znano, kljub temu da so izdelali več Triglavov. Prvi prototip so predstavili v aprilu 1934, med drugimi je obstajal tudi dostavni model za podjetnike.
Po drugi svetovni vojni so izdelovali predvsem nadgradnje-karoserij za trolejbuse in avtobuse, velikokrat tudi v sodelovanju z ljubljanskim javnim prevoznikom.
Podjetje je nadgradnje izdelovalo na naslednjih šasijah: 
- FAP (Priboj) / Sanos
- Alfa Romeo
- OM
- MAN AG
- Mercedes-Benz
- Volvo
- TAM
- Magirus-Deutz

### Stečaj podjetja
Avtomontaža je delovala vse do 30.12.1999 (na koncu pod imenom Avtomontaža - Bus), ko je z njenim stečajem ugasnilo najstarejše avtomobilsko podjetje v Sloveniji. Na mestu nekdanje tovarne ob Celovški cesti danes stoji soseska Celovški dvori.